# Europäisches Patentübereinkommen
Das Europäische Patentübereinkommen (EPÜ; englisch European Patent Convention, EPC, französisch Convention sur le brevet européen, CBE) ist ein völkerrechtlicher Vertrag, durch den die Europäische Patentorganisation (EPO) geschaffen wurde und die Erteilung Europäischer Patente geregelt wird. Durch das EPÜ bilden seine Vertragsstaaten auch einen Sonderverband gemäß der Pariser Verbandsübereinkunft zum Schutz des gewerblichen Eigentums (PVÜ), müssen also dessen Bestimmungen einhalten (z. B. zur Priorität).

## Geschichte
Das Europäische Patentübereinkommen wurde am 5. Oktober 1973 auf einer Konferenz in München von 16 europäischen Staaten unterzeichnet und trat für Belgien, Frankreich, Deutschland, Luxemburg, die Niederlande, die Schweiz, und das Vereinigte Königreich am 7. Oktober 1977 in Kraft. Weitere Staaten ratifizierten das Abkommen in der Folgezeit.
1991 fand eine weitere Konferenz der Mitgliedstaaten statt, auf der die Laufzeit eines Europäischen Patents auf zwanzig Jahre festgelegt wurde. Diese Änderung trat für die Mehrheit der Mitgliedstaaten am 4. Juli 1997 in Kraft.
Eine grundlegende Überarbeitung des Übereinkommens erfolgte im Jahre 2000. Ziel der Überarbeitung war, das Übereinkommen flexibler zu machen, an neuere Internationale Verträge anzupassen und Bedürfnisse der Anmelder besser zu berücksichtigen. Das geänderte Übereinkommen, nach dem Jahr seiner Unterzeichnung kurz als EPÜ 2000 bezeichnet, trat für die überwiegende Mehrheit der Mitgliedstaaten am 13. Dezember 2007 in Kraft. Ein großer Teil der zwischenzeitlich beigetretenen Mitgliedstaaten hat nur die letzte revidierte Fassung des Jahres 2000 angenommen.
Mit dem Beitritt Serbiens am 1. Oktober 2010 gehören nun 38 Vertragsstaaten dem Europäischen Patentübereinkommen an.

## Allgemeines
Das Übereinkommen wurde geschlossen, um die Patenterteilung innerhalb Europas zu zentralisieren und das Patentrecht seiner Vertragsstaaten zu harmonisieren. Statt in jedem Staat, in dem ein Patentschutz gewünscht wird, nationale Patentanmeldungen einzureichen, braucht nach dem EPÜ nur noch eine Anmeldung eingereicht zu werden, die vom Europäischen Patentamt (EPA), einem Organ der Europäischen Patentorganisation (EPO) zentral bearbeitet wird. In der Anmeldung müssen die Vertragsstaaten angegeben werden, für die ein Europäisches Patent beantragt wird.
Ein Europäisches Patent kann auch beantragt werden durch eine Internationale Anmeldung nach dem Patentzusammenarbeitsvertrag (Patent Cooperation Treaty, PCT) und Einleiten der regionalen EP-Phase nach Abschluss der Internationalen Phase.
Die zentrale Bearbeitungsphase vor dem Europäischen Patentamt enthält außer dem eigentlichen Erteilungsverfahren evtl. noch ein Einspruchsverfahren, falls innerhalb von neun Monaten nach der Bekanntmachung der Erteilung eines Patents Einspruch dagegen erhoben wird.
Danach ist das Europäische Patentamt nicht mehr zuständig; das Europäische Patent „zerfällt“ in ein Bündel nationaler Patente in den in der Anmeldung benannten Vertragsstaaten, die den durch nationale Patentämter erteilten Patenten gleichwertig sind. Nichtigkeitsklagen gegen Europäische Patente können daher nur vor den nationalen Gerichten eingereicht werden.

## Bestandteile
Das Europäische Patentübereinkommen besteht aus mehreren Teilen:
- Das Europäische Patentübereinkommen im engeren Sinne (Präambel und Artikel 1 bis 178).[1] Es legt die wesentlichen Grundlagen fest, z. B. Aufbau und Zuständigkeiten der Europäischen Patentorganisation, materielles Patentrecht, Patentierbarkeit, die zur Einreichung und Erlangung des Europäischen Patents berechtigten Personen, zu den Wirkungen der Patentanmeldung, zu den Formerfordernissen einer Anmeldung, zum Erteilungsverfahren, zum Einspruchs- und Beschwerdeverfahren und zu den Auswirkungen auf das nationale und internationale Recht.
- Die Ausführungsordnung (ursprünglich Regeln 1 bis 106)[2] regelt Detailfragen zu den Sprachen und zur Organisation des Europäischen Patentamts und zu Einzelheiten des Verwaltungsverfahrens. Die Ausführungsordnung kann von dem Verwaltungsrat, einem Organ der Europäischen Patentorganisation, geändert werden; hiervon wurde über 35 Mal Gebrauch gemacht. Eine Neufassung der Ausführungsordnung wurde am 7. Dezember 2006 beschlossen.[3]
- Es folgen vier Protokolle:
  - Protokoll über die gerichtliche Zuständigkeit und die Anerkennung von Entscheidungen über den Anspruch aus Erteilung eines europäischen Patents (Anerkennungsprotokoll),[4]
  - Protokoll über die Vorrechte und Immunitäten der Europäischen Patentorganisation (Immunitätenprotokoll),[5]
  - Protokoll über die Zentralisierung des Europäischen Patentsystems und seine Einführung (Zentralisierungsprotokoll),[6]
  - Protokoll über die Auslegung des Artikels 69 des Übereinkommens[7] betreffend den Schutzbereich Europäischer Patente.
- Eine gesondert ergangene Gebührenordnung (20. Oktober 1977;[8] neu gefasst am 7. Dezember 2006[9] mit mehreren nachfolgenden Änderungen) legt die an das Europäische Patentamt zu entrichtenden Gebühren fest und enthält Bestimmungen zur Durchführung der Zahlungen.

## Vertrags- und Erstreckungs- und Validierungsstaaten

Vertragsstaaten (dunkelgrün) und Erstreckungsstaaten (hellgrün) sowie Validierungsstaaten (blau) des Europäischen Patentübereinkommens

| Nr. | Staat                   | Kürzel | Vertragsstaat seit | Erstreckungs- bzw. Validierungsstaat seit | E bzw. V |
| --- | ----------------------- | ------ | ------------------ | ----------------------------------------- | -------- |
| 1   | Belgien (*)             | BE     | 7. Okt. 1977       |                                           |          |
| 2   | Deutschland (*)         | DE     | 7. Okt. 1977       |                                           |          |
| 3   | Frankreich (*)          | FR     | 7. Okt. 1977       |                                           |          |
| 4   | Luxemburg (*)           | LU     | 7. Okt. 1977       |                                           |          |
| 5   | Niederlande (*)         | NL     | 7. Okt. 1977       |                                           |          |
| 6   | Schweiz (*)             | CH     | 7. Okt. 1977       |                                           |          |
| 7   | Großbritannien (*)      | GB     | 7. Okt. 1977       |                                           |          |
| 8   | Schweden (*)            | SE     | 1. Mai 1978        |                                           |          |
| 9   | Italien (*)             | IT     | 1. Dez. 1978       |                                           |          |
| 10  | Österreich (*)          | AT     | 1. Mai 1979        |                                           |          |
| 11  | Liechtenstein (*)       | LI     | 1. Apr. 1980       |                                           |          |
| 12  | Griechenland (*)        | GR     | 1. Okt. 1986       |                                           |          |
| 13  | Spanien (*)             | ES     | 1. Okt. 1986       |                                           |          |
| 14  | Dänemark (*)            | DK     | 1. Jan. 1990       |                                           |          |
| 15  | Monaco (*)              | MC     | 1. Dez. 1991       |                                           |          |
| 16  | Portugal (*)            | PT     | 1. Jan. 1992       |                                           |          |
| 17  | Irland (*)              | IE     | 1. Aug. 1992       |                                           |          |
| 18  | Finnland (*)            | FI     | 1. März 1996       |                                           |          |
| 19  | Zypern                  | CY     | 1. Apr. 1998       |                                           |          |
| 20  | Türkei                  | TR     | 1. Nov. 2000       |                                           |          |
| 21  | Bulgarien               | BG     | 1. Juli 2002       |                                           |          |
| 22  | Tschechien              | CZ     | 1. Juli 2002       |                                           |          |
| 23  | Estland                 | EE     | 1. Juli 2002       |                                           |          |
| 24  | Slowakei                | SK     | 1. Juli 2002       |                                           |          |
| 25  | Slowenien               | SI     | 1. Dez. 2002       | 1. März 1994                              | E        |
| 26  | Ungarn                  | HU     | 1. Jan. 2003       |                                           |          |
| 27  | Rumänien                | RO     | 1. März 2003       | 15. Okt. 1996                             | E        |
| 28  | Polen                   | PL     | 1. März 2004       |                                           |          |
| 29  | Island (*)              | IS     | 1. Nov. 2004       |                                           |          |
| 30  | Litauen                 | LT     | 1. Dez. 2004       | 5. Juli 1994                              | E        |
| 31  | Lettland                | LV     | 1. Juli 2005       | 1. Mai 1995                               | E        |
| 32  | Malta                   | MT     | 1. März 2007       |                                           |          |
| 33  | Kroatien                | HR     | 1. Jan. 2008       | 1. Apr. 2004                              | E        |
| 34  | Norwegen (*)            | NO     | 1. Jan. 2008       |                                           |          |
| 35  | Nordmazedonien          | MK     | 1. Jan. 2009       | 1. Nov. 1997                              | E        |
| 36  | San Marino              | SM     | 1. Juli 2009       |                                           |          |
| 37  | Albanien                | AL     | 1. Mai 2010        | 1. Feb. 1996                              | E        |
| 38  | Serbien                 | RS     | 1. Okt. 2010       | 1. Nov. 2004                              | E        |
| 39  | Montenegro              | ME     | 1. Okt. 2022       | 1. März 2010                              | E        |
|     | Bosnien und Herzegowina | BA     |                    | 1. Dez. 2004                              | E        |
|     | Marokko                 | MA     |                    | 1. März 2015                              | V        |
|     | Moldawien               | MD     |                    | 1. Nov. 2015                              | V        |
|     | Tunesien                | TN     |                    | 1. Dez. 2017                              | V        |
|     | Kambodscha              | KH     |                    | 1. März 2018                              | V        |
|     | Georgien                | GE     |                    | 15. Jan. 2024                             | V        |

Das Europäische Patentübereinkommen wurde von 39 Vertragsstaaten unterzeichnet. Darunter befinden sich alle 27 Mitgliedstaaten der Europäischen Union sowie 12 weitere Staaten (Stand: Feb. 2024). Als bisher letztes Mitglied trat am 1. Oktober 2022 Montenegro der Organisation bei.
Vertreter der in der Tabelle mit (*) gekennzeichneten Staaten haben an der diplomatischen Konferenz zur Gründung der Organisation teilgenommen. Diese Staaten waren daher berechtigt, der Organisation durch Ratifikation beizutreten. Island hat das Abkommen allerdings erst 2004 ratifiziert, in Norwegen ist es am 1. Januar 2008 in Kraft getreten.
Alle Vertragsstaaten des EPÜ sind auch Vertragsstaaten des Europarates. Dieses gibt Anlass zur Debatte, ob die Europäische Patentorganisation dem Europarat beitreten kann. Derzeit wird geprüft, wie die EPO dem Europarat beitreten kann.
Außerdem hat die Europäische Patentorganisation in den Jahren 1993 bis 2009 mit einigen Staaten, die (damals) nicht dem EPÜ angehör(t)en, Abkommen über die Erstreckung des Schutzes europäischer Patente geschlossen. Es ist daher möglich, beim Europäischen Patentamt die Erstreckung einer europäischen Patentanmeldung auf die Erstreckungsstaaten zu beantragen. Mit dem Antrag sind Erstreckungsgebühren zu entrichten. Die Patentanmeldung hat dann in den Erstreckungsstaaten dieselbe Wirkung wie eine nationale Patentanmeldung und kann nach ihrer Erteilung auch dort als Patent eingetragen werden. Derzeit kann die Erstreckung für Bosnien und Herzegowina (BA) beantragt werden. Einige frühere Erstreckungsstaaten sind mittlerweile zu Vertragsstaaten geworden. Für eine in der Zeit eingereichte Patentanmeldung, als diese noch Erstreckungsstaaten waren, kann auch für diese Staaten noch eine Erstreckung beantragt werden.
Seit 2010 wurde dieses Instrument durch die Validierungsabkommen abgelöst, die nicht auf Europa beschränkt sind. Fünf davon sind in Kraft.